# DEAD DEAD DEMON'S DEDEDEDE DESTRUCTION 惡魔的破壞
《DEAD DEAD DEMON'S DEDEDEDE DESTRUCTION 惡魔的破壞》是由淺野一二O所創作的日本漫畫作品。於小學館漫畫雜誌《Big Comic Spirits》2014年22·23合併號開始連載。簡稱為「デデデデ（DEDEDEDE）」。
2021年獲得第66屆小學館漫畫獎一般部門獎項。
2022年3月23日，宣佈動畫化。

## 登場人物
小山門出（聲：幾田莉拉）
本作主角。留著黑色短髮，戴著眼鏡。父母都是漫畫編輯。
中川凰蘭（聲：ano）
和門出從小學開始就是好朋友，有很強的妄想症，例如宣稱自己未來的夢想是成為獨裁者，恐嚇人類，並且經常發表類似於中學時的「直言不諱的言論」。父親是中川汽車公司的經理，母親是政治家。
大葉圭太（聲：入野自由）
偶像團體「LOVE♡無限大」成員的少年。
出元亞衣（聲：島袋美由利）
從幼稚園開始就是凜的青梅竹馬。留著長髮，戴著眼鏡。
平間凜（聲：大木咲繪子）
門出、凰蘭的高中同學。
栗原希穗（聲：種崎敦美）
門出、凰蘭的高中同學。
竹本雙葉（聲：和氣杏未）
從石川縣來到東京的少女。
田井沼真（聲：白石涼子）
剃著光頭、齙牙的男孩。
小比類卷健一（聲：內山昂輝）
門出等人的高中同學。蘑菇頭髮的男孩。
渡良瀨（聲：坂泰斗）
負責門出、凰蘭班的高中老師。他戴著鏡框眼鏡，眼神無精打采。一方面，他個性隨和，與學生相處如同朋友，但另一方面，他也有憤世嫉俗的一面。
中川寬（聲：諏訪部順一）
凰蘭的哥哥。大學畢業後，他一直找不到工作，成了一個宅在家裡的人。
小山信雄（聲：津田健次郎）

哆啦B夢（聲：杉田智和）

肚臍妹（聲：TARAKO）

## 出版書籍
| 卷數 | 小學館         | 小學館                                                  | 台灣東販       | 台灣東販               |
| 卷數 | 發售日期       | ISBN                                                    | 發售日期       | ISBN                   |
| ---- | -------------- | ------------------------------------------------------- | -------------- | ---------------------- |
| 1    | 2014年9月30日  | ISBN 978-4-09-186500-7                                  | 2019年1月21日  | ISBN 978-986-475-877-7 |
| 2    | 2015年2月27日  | ISBN 978-4-09-186857-2                                  | 2019年3月21日  | ISBN 978-986-475-957-6 |
| 3    | 2015年8月28日  | ISBN 978-4-09-187260-9 ISBN 978-4-09-159212-5（限定版） | 2019年8月22日  | ISBN 978-986-511-077-2 |
| 4    | 2016年2月29日  | ISBN 978-4-09-187563-1 ISBN 978-4-09-941867-0（限定版） | 2019年11月25日 | ISBN 978-986-511-188-5 |
| 5    | 2016年9月30日  | ISBN 978-4-09-187829-8 ISBN 978-4-09-941880-9（限定版） | 2020年1月24日  | ISBN 978-986-511-279-0 |
| 6    | 2017年5月30日  | ISBN 978-4-09-189567-7 ISBN 978-4-09-941890-8（限定版） | 2020年6月24日  | ISBN 978-986-511-383-4 |
| 7    | 2018年8月30日  | ISBN 978-4-09-860100-4 ISBN 978-4-09-943025-2（限定版） | 2020年8月26日  | ISBN 978-986-511-446-6 |
| 8    | 2019年6月28日  | ISBN 978-4-09-860354-1 ISBN 978-4-09-943052-8（限定版） | 2020年10月26日 | ISBN 978-986-511-501-2 |
| 9    | 2019年12月26日 | ISBN 978-4-09-860520-0 ISBN 978-4-09-943058-0（限定版） | 2021年4月26日  | ISBN 978-986-511-757-3 |
| 10   | 2020年12月25日 | ISBN 978-4-09-860834-8 ISBN 978-4-09-943077-1（限定版） | 2021年9月29日  | ISBN 978-626-304-854-6 |
| 11   | 2021年7月30日  | ISBN 978-4-09-861157-7 ISBN 978-4-09-943089-4（限定版） | 2022年6月29日  | ISBN 978-626-329-206-2 |
| 12   | 2022年3月30日  | ISBN 978-4-09-861293-2 ISBN 978-4-09-943102-0（限定版） | 2023年9月10日  | ISBN 978-626-379-031-5 |

## 劇場版動畫

### 主題曲
（前章）
主唱：ano feat. 幾田莉拉，作詞：ano，作曲、編曲：TK
「青春謳歌」（後章）
主唱：幾田莉拉 feat. ano，作詞、作曲：幾田莉拉，編曲：

## 網路動畫

### 主題曲
片頭曲
主唱：ano × 幾田莉拉，作詞、作曲：淺野一二〇
第0話用作片尾曲
片尾曲
（第0～4、6～8話）
主唱：ano feat. 幾田莉拉，作詞：ano，作曲、編曲：TK
第5話未使用
「青春謳歌」（後章）（第9～17話）
主唱：幾田莉拉 feat. ano，作詞、作曲：幾田莉拉，編曲：

### 各話列表
| 話數   | 劇本     | 分鏡                  | 演出                             | 作畫監督                                                                                       |
| ------ | -------- | --------------------- | -------------------------------- | ---------------------------------------------------------------------------------------------- |
| 第0話  | 鈴木貴昭 | 山門郁夫、 山本貴之、 | 大河原晴男、 寺田和生、 小玉拳也 | 佐佐木幸惠、小林萬理、Fusion Studio                                                            |
| 第1話  | 吉田玲子 | 伊東伸高、 荒川真嗣   | 寺田和生                         | 伊東伸高                                                                                       |
| 第2話  | 吉田玲子 | 本間晃、 黑川智之     | 本間晃                           | 伊藤秀樹、前田義宏                                                                             |
| 第3話  | 鈴木貴昭 | Ilya Kuvshinov        | 谷澤篤二、 Ilya Kuvshinov        | Ilya Kuvshinov                                                                                 |
| 第4話  | 吉田玲子 | 北村翔太郎            |                                  | 伊藤秀樹、大野勉、、大塚真史                                                                   |
| 第5話  | 吉田玲子 | 寺田和生              | 寺田和生                         | 荒木佑太、三住宮古、 伊久美安里、佐佐木幸惠、前田義宏                                          |
| 第6話  | 吉田玲子 | 本間晃                | 、 寺田和生                      | 伊東伸高、大塚真史、伊藤秀樹、                                                                 |
| 第7話  | 鈴木貴昭 | Ilya Kuvshinov        | 谷澤篤二                         | 大野勉、金到瑛、 伊久美安里、佐佐木幸惠、 前田義宏、、小林萬理                                 |
| 第8話  | 吉田玲子 | 木村拓                | 木村拓                           | 伊東伸高、伊藤秀樹、大塚真史、                                                                 |
| 第9話  | 吉田玲子 | 荒川真嗣              | 山本貴之                         | 小林萬理、大塚真史、 金到瑛、後町健介、 、伊藤秀樹、淺野一二〇                                 |
| 第10話 | 吉田玲子 | 新井陽次郎、 寺田和生 | 寺田和生、 小玉拳也              | 伊久美安裡、、 小林萬理、木野一、 伊藤秀樹、伊東伸高、淺野一二〇                               |
| 第11話 | 吉田玲子 | 木村拓                | 吉村朝陽                         | 伊久美安裡、、 伊藤秀樹、金到瑛、 大野勉、園田高明、小林萬理、 八木元喜、前田義宏、淺野一二〇  |
| 第12話 | 吉田玲子 | 木村拓                | 吉村朝陽                         | 伊久美安里、、 伊藤秀樹、金到瑛、 大野勉、園田高明、 小林萬理、八木元喜、 前田義宏、淺野一二〇 |
| 第13話 | 吉田玲子 | 飯田崇                | 吉村朝陽                         | 大塚真史、伊藤秀樹、 後町健介、大野勉、淺野一二〇                                              |
| 第14話 | 鈴木貴昭 | 寺田和生              | 谷澤篤二                         | 朴佳蓮、曹暻柱、 徐允珠、崔秀鎮、淺野一二〇                                                    |
| 第15話 | 吉田玲子 | 小池優                | 徐傳峰                           | Fusion Studio、小林萬里、淺野一二〇                                                            |
| 第16話 | 吉田玲子 | 寺田和生              | 寺田和生                         | 伊東伸高、服部聰志、木野一、 伊久美安里、大野勉、後町健介、 佐佐木幸惠、中原久文、淺野一二〇   |
| 第17話 | 鈴木貴昭 | 大倉雅彥、 京田知己   | 黑川智之、 寺田和生、 小玉拳也   | 伊東伸高、佐佐木幸惠、 、伊久美安里、 園田高明、中原久文、淺野一二〇                           |

## 迴響
於這本漫畫真厲害！2016年版獲得第18名。2021年於小学馆漫画赏一般向部門得獎，與《秘密內幕～女警的反擊～》共同獲獎。
本作也在2019年獲得艾斯納獎最佳美國代理國際作品-亞洲部門（Best U.S. Edition of International Material—Asia）。

## 外部連結
- 作品特設網站（日語）
- 動畫官方網站（日語）